# Réserve spéciale d'Ankarana

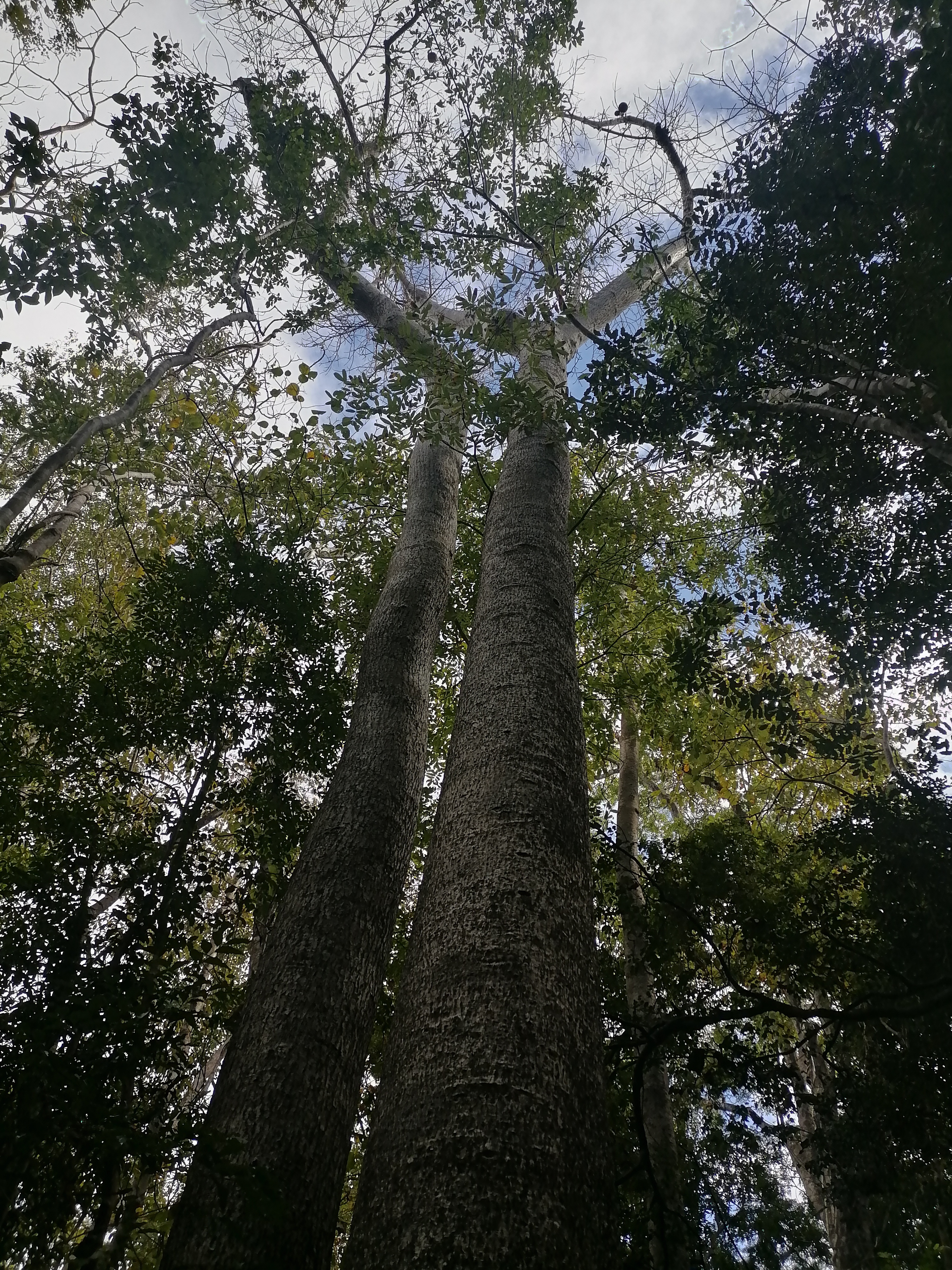
Adansonia de l'ankaragna

La réserve spéciale d'Ankarana fait partie du réseau d'aires protégées de Madagascar. Outre sa faune riche en espèces endémiques à l'île, cette réserve présente un intérêt géologique, dû à l'érosion karstique, ainsi que culturel avec son lac sacré Mahamasina et un ensemble de tombes Antakarana dans les grottes. Crée le 29 février 1956, la réserve spéciale de l'Akarana s'étend sur 182,25 km2 avec 34 km de réseau touristique.

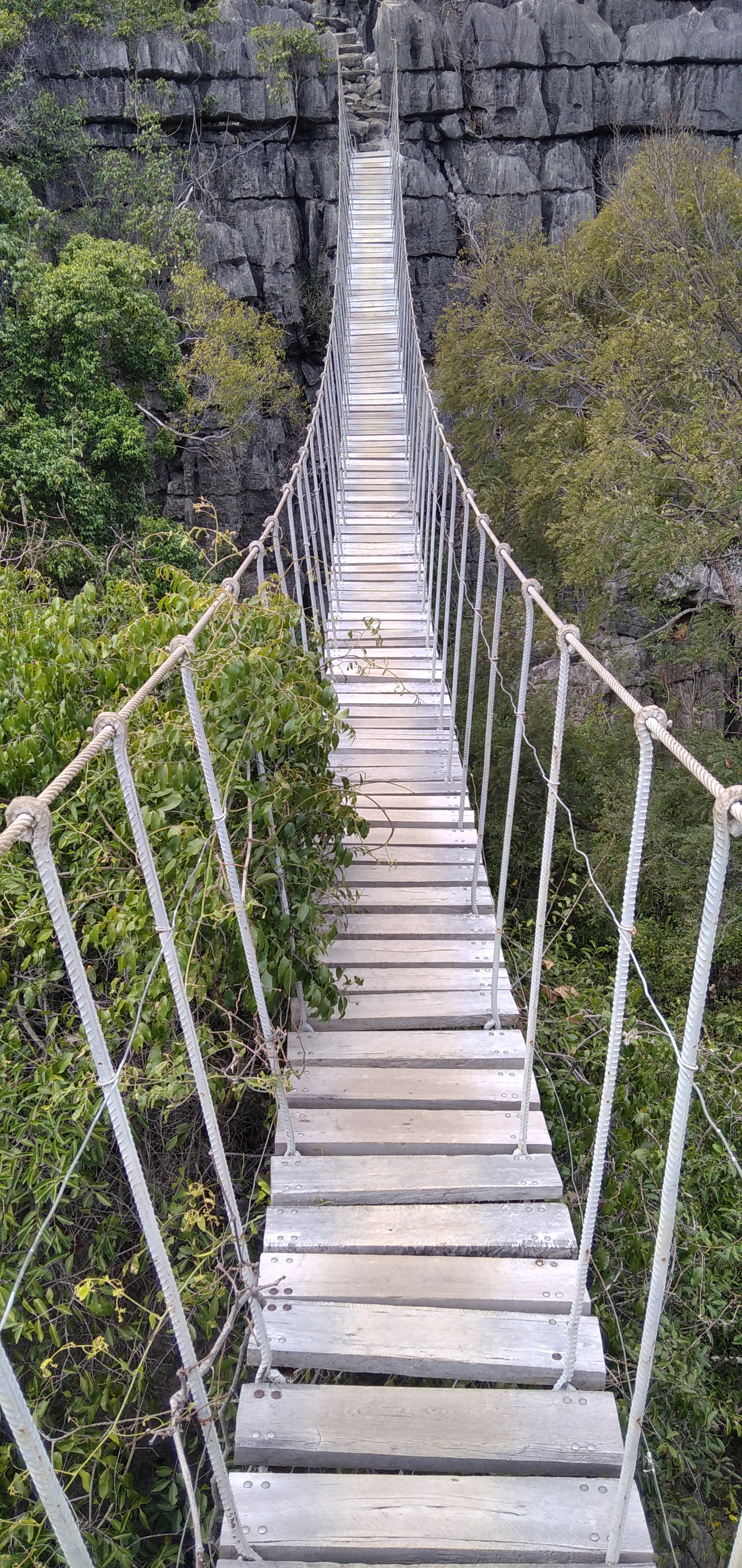
pont suspendu de l'Ankarana

Tsingy signifie littéralement en malgache "marcher sur la pointe des pieds", du fait que ces roches y sont si tranchantes.
Il est composé de 8 circuits aménagés à savoir : la grotte des chauve-souris, la perte  des rivières, la rivière verte, le lac Vert, le deuxième canyon, le tsingy rary, le tsingy meva, la boucle benavony avec deux ponts suspendus.

## Situation géographique
Cette réserve animale de 18 220 ha est située dans un massif montagneux au nord de l'île, dans le village de Mahamasina, dans la province de Diego Suarez et à 150 km au sud de cette ville. La ville la plus proche est Ambilobe, à 30 km
Cette réserve est entourée de quatre communes rurales : Marivorahona, Antsaravibe, Anivorano -Nord et Ambondrona.

## Climat
Cette zone est sous un régime climatique tropical sec. La saison sèche survient de mai à décembre ; les mois les plus pluvieux de la saison humide sont les mois de janvier et février. La pluviométrie annuelle moyenne est de 1 800 mm/an.
La température moyenne annuelle varie entre 24,5 à 28,5 °C. Les températures peuvent atteindre 36 °C en mars et 13 °C en juin.

## Géologie
La région est constituée d'un plateau calcaire qui ne dépasse pas 300 m d'altitude et qui descend en pente douce vers l'est. À l'ouest, où il est le plus élevé, il s'achève sur un miroir de faille. Ce dernier constitue une falaise appelée « mur de l'Ankarana » qui s'étend sur 25 km du nord au sud.

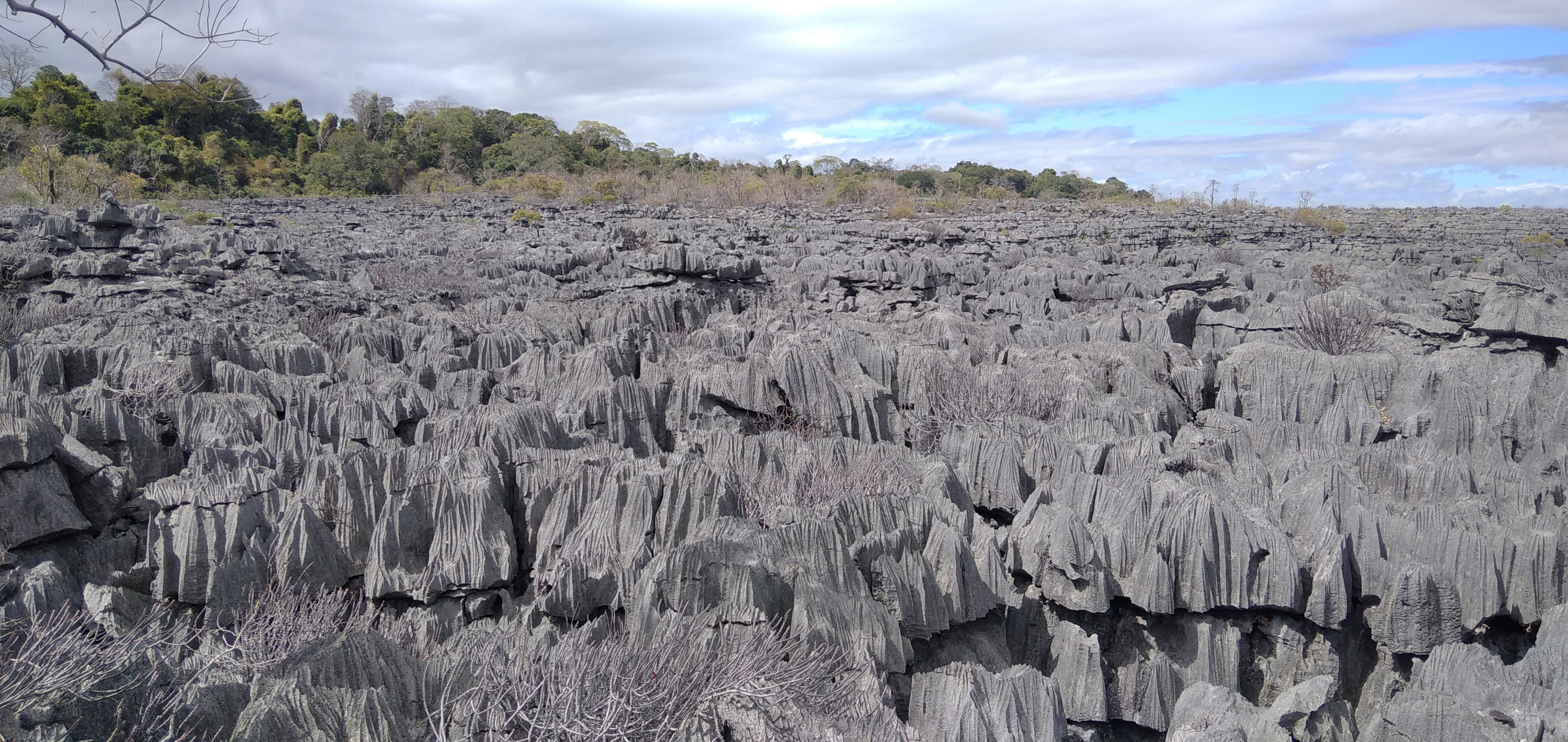
Tsingy de l'Ankarana

Le plateau est composé de calcaires du Jurassique, crayeux dans la partie supérieure et plus siliceux à la base. Du fait de la forte pluviométrie, ces roches ont été fortement érodées : l'ensemble forme un karst où la majorité des figures d'érosion se situent en surface (karst à tourelles, correspondant à un lapié très évolué, dolines, etc.).

## Histoire et traditions
Au XIXe siècle, dans la région de la réserve, les rois des Antakarana s'étaient réfugiés au cœur du massif montagneux pour fuir les ethnies des hauts plateaux. Plusieurs grottes abritent encore les tombeaux de leurs souverains. Seul le souverain Antakarana Tsialana II, mort en octobre 1924 refusa d'être inhumé selon les traditions ancestrales.
Du fait du caractère sacré du parc pour la population Antakarana, un certain nombre de fady (interdits) sont en vigueur. En plus des interdits communs à tous les parcs malgaches (cueillette, chasse...). Il est entre autres interdit de consommer de la viande de porc ou de sanglier dans le parc, ainsi que d'y consommer du voanjobory. Il est également interdit d'y avoir des rapports sexuels ou d'y faire ses besoins. Les femmes en période de menstruation n'ont pas le droit d'accéder aux grottes.
Aujourd'hui, l'accès aux grottes du massif est interdit aux personnes de l'ethnie des hauts plateaux (les merinas) en raison de leur passé tumultueux avec les Antakarana.
La réserve est inscrite en septembre 2023 sur la liste du patrimoine mondial de l'UNESCO, au titre des forêts sèches de l'Andrefana.

## Faune et flore

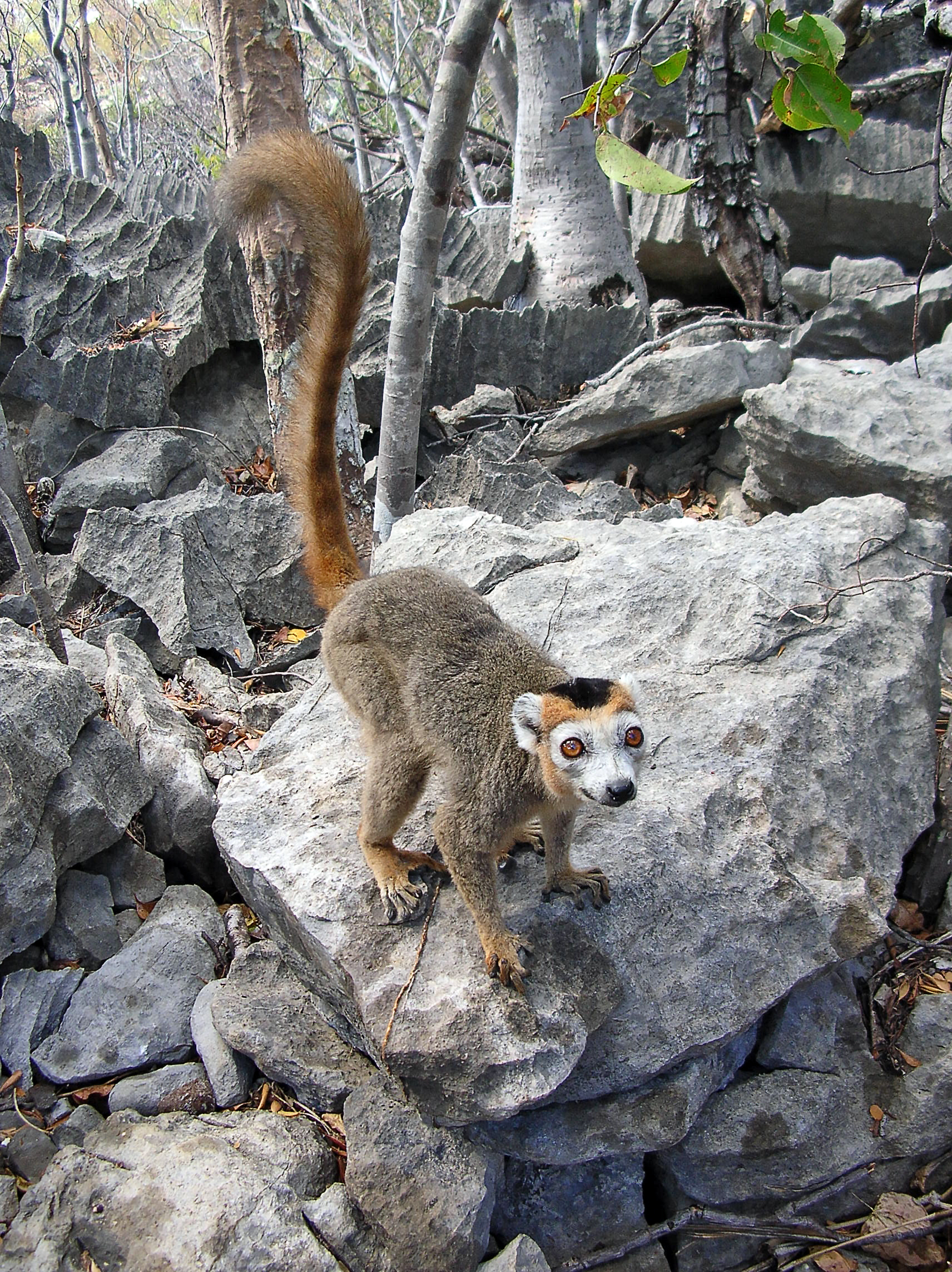
Lémur couronné photographié dans la réserve spéciale d'Ankarana à Madagascar

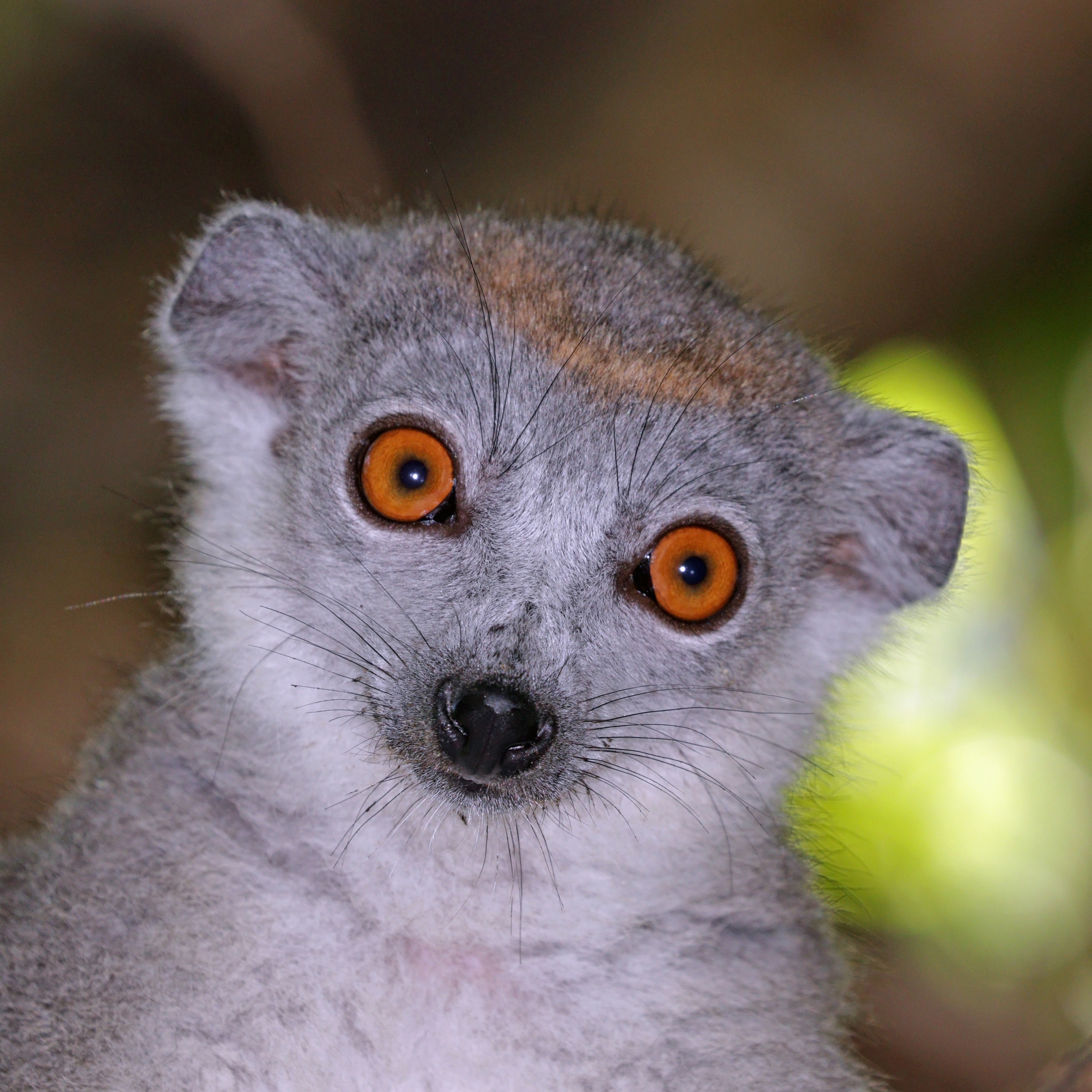
Lémur couronné (Eulemus coronatus), Ankarana

Ce parc national est une réserve qui abrite la moitié des espèces de chauve-souris de Madagascar soit 17 espèces, 50 espèces de reptiles,15 espèces d'amphibiens pour les crocodiles (animaux sacrés), , oiseaux (dont le Mésite variée), lémuriens, serpents, des scorpions, des tortues terrestre, 

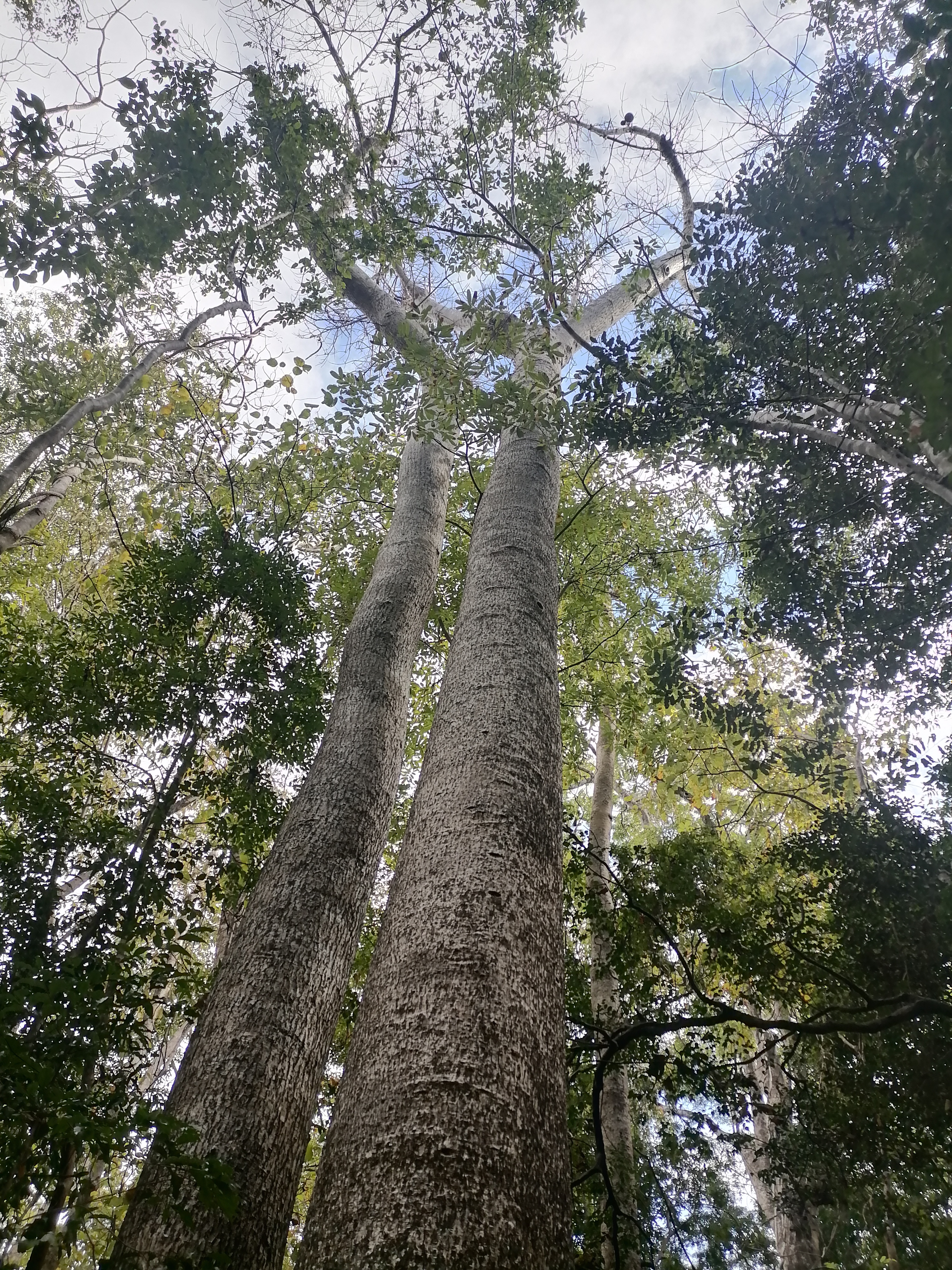
Andansonia de l'ankaragna

La réserve spéciale de l'Ankarana est composée d'une forêt sèche abritant des baobabs, des flamboyants, des membres de famille de Didiereaceae et aussi composée d'une forêt caducifolée, d'orchidées aériennes et de végétation rupicole.